# جامعات القرون الوسطى

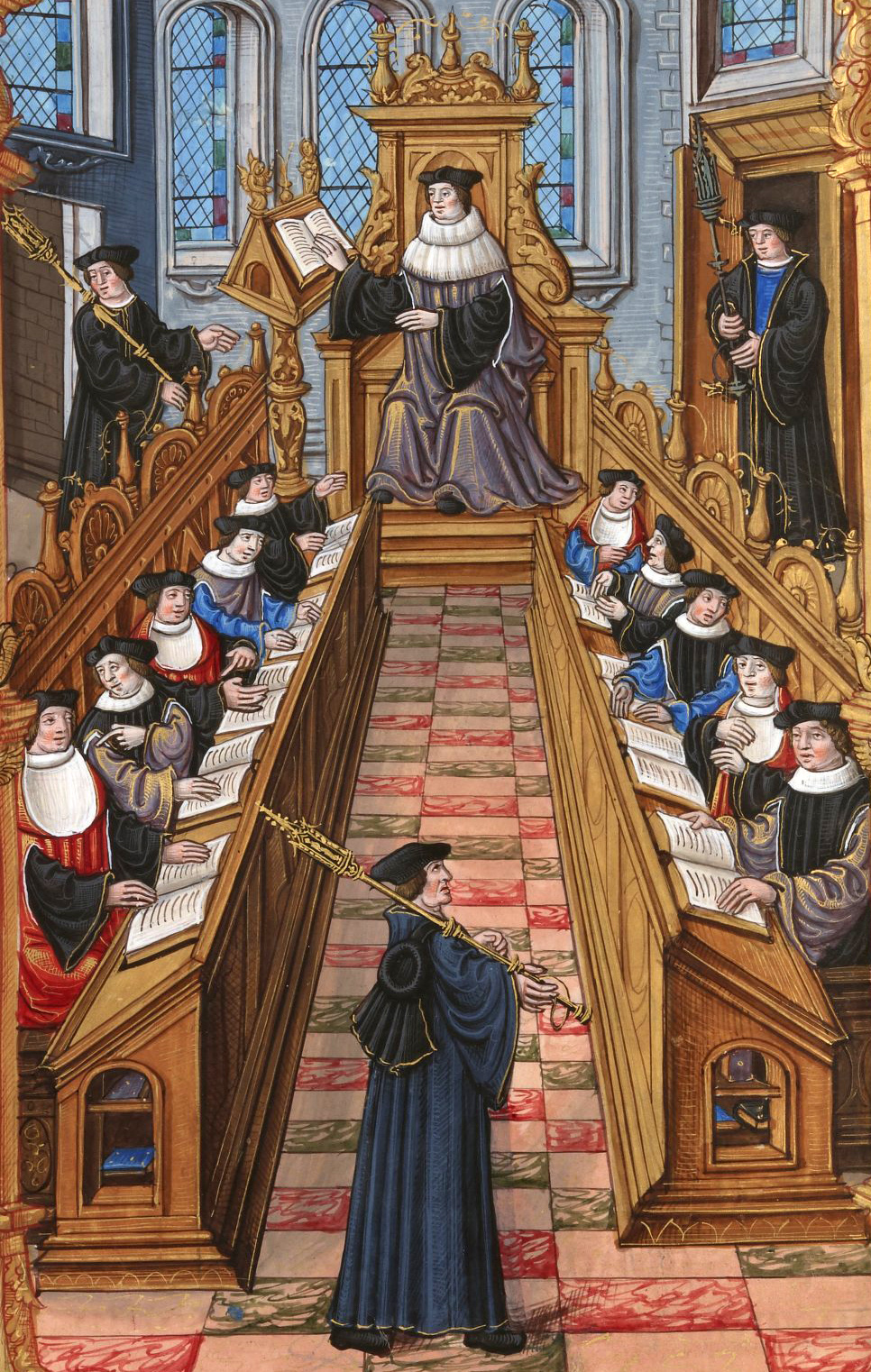
مخطوطة من القرون الوسطى تعود لمنتصف القرن السادس عشر، تظهر اجتماع الأطباء في جامعة باريس.

جامعات القرون الوسطى هي جامعات أُنشأت خلال العصور الوسطى بهدف توفير التعليم العالي.
أنشأت هذه المؤسسات الأولى التي أعتبرت جامعات أولاً في إيطاليا وفرنسا وإسبانيا والبرتغال وإنجلترا في أواخر القرن الحادي عشر والثاني عشر والثالث عشر وذلك لدراسة اللاهوت والقانون والطب والفنون. هذه الجامعات تطورت من خلال مدارس الكاتدرائية المسيحية والمدارس الرهبانية، وقد عملت هذه المدارس كمدارس لمثات من السنين قبل أو تتحول إلى جامعات في العصور الوسطى. من الصعب تحديد التاريخ الدقيق الذي أصبحت فيه الجامعات مؤسسة جامعيّة حقيقية، على الرغم من أن القوائم الأولى للتعليم العالي في أوروبا الذي عقدت من قبل الفاتيكان تعتبر دليلاً مفيدًا.
في الفترة الحديثة المبكرة وصاعدًا، أخذ هذا الشكل التنظيمي على النمط الغربي في الانتشار تدريجيًا في العالم الغربي في العصور الوسطى اللاتينية وفي جميع أنحاء العالم، لتحل في نهاية المطاف محل جميع المؤسسات التعليم العالي الأخرى وتصبح نموذجًا بارزًا للتعليم العالي في كل مكان.
تعود عمومًا الجامعة كمؤسسة للتعليم العالي إلى القرون الوسطى ويشير الباحثين إلى كون الجامعة ذات جذور مسيحية. فقبل قيامها رسميًا، عملت العديد من الجامعات في العصور الوسطى لمئات السنين كمدارس المسيحية ومدارس رهبانية، وعلّم فيها الرهبان والراهبات، كذلك تعتبر منح الشهادة الجامعية بعد إنهاء التعليم نتاج مسيحي. ويرى المؤرخ جيفري بلايني أن الجامعة أصبحت سمة مميزة للحضارة المسيحية.
بدأت أوائل الجامعات التي أرتبطت بالكنيسة الكاثوليكية كمدرسة كاثدرائية أو مدرسة رهبانية ثم سرعان ما انفصلت مع زيادة عدد الطلاب ومن هذه الجامعات كانت جامعة بولونيا، جامعة باريس، جامعة أوكسفورد، جامعة مودينا، جامعة بلنسية، جامعة كامبردج، جامعة سالامانكا، جامعة مونبلييه، جامعة بادوفا، جامعة تولوز، جامعة نيو اورليانز، جامعة سيينا، جامعة بودابست، جامعة كويمبرا، جامعة روما سابينزا وجامعة جاجيلونيان في كراكوف وشغل نسبة كبيرة من رجال الدين والرهبان المسيحيين مناصب كأساتذة في هذه الجامعات، كان يتم التدريس فيها كافة المواضيع كللاهوت والفلسفة والقانون والطب والعلوم الطبيعية. وقد وضعت هذه الجامعات تحت رعاية الكنيسة الكاثوليكية عام 1229 على إثر وثيقة بابوية.
وعلى الرغم من وجود مؤسسات تعليم عالٍ أخرى كانت قائمة في كل من اليونان القديمة وروما القديمة والإمبراطورية البيزنطية والعالم الإسلامي والهند، منها جامعة القرويين بمدينة فاس بالمغرب التي تأسست في القرن التاسع وكلية القسطنطينية في الإمبراطورية البيزنطية والتي تعتبر بحسب عدد من المؤرخين أقدم مؤسسة تعليم عالي في التاريخ، الاّ أنّ عدد من المؤرخين يتفق على أنّ أقدم جامعة بالمفهوم الحديث للتعليم العالي هي جامعة بولونيا في إيطاليا والتي بنيت سنة 1088.

## اقتباسات حول أثر الجامعات القروسطية الأوروبية
الجامعة كمؤسسة تعليمية كانت متجذرة تاريخياً في هذا المجتمع الأوروبي في القرون الوسطى التي بدورها أثرت على شكل الجامعة الحالي فبحسب المؤرخ روجر والتر في كتابه تاريخ الجامعات في أوروبا:
ما من مؤسسة أوروبية أخرى انتشرت في العالم كله بالطريقة التي انتشر بها الشكل التقليدي للجامعات الأوروبية.  فالدرجات الأكاديمية التي منحتها الجامعات الأوروبية - البكالوريوس والليسانس والماجستير والدكتوراه - قد اعتُمدت في كافة المجتمعات حول العالم. أما الكليات الأربع التي كانت معروفة في العصور الوسطى بأشكالها المختلفة فهي: الفلسفة والآداب والفنون والعلوم والعلوم الإنسانية - القانون والطب واللاهوت، وقد تكون منها تخصصات فرعية عديدة خاصة العلوم الاجتماعية والدراسات التقنية.
وبحسب المؤرخ جاك فرجر في كتابه تاريخ الجامعات في أوروبا: الجامعات في القرون الوسطى: